# Szarki (województwo wielkopolskie)

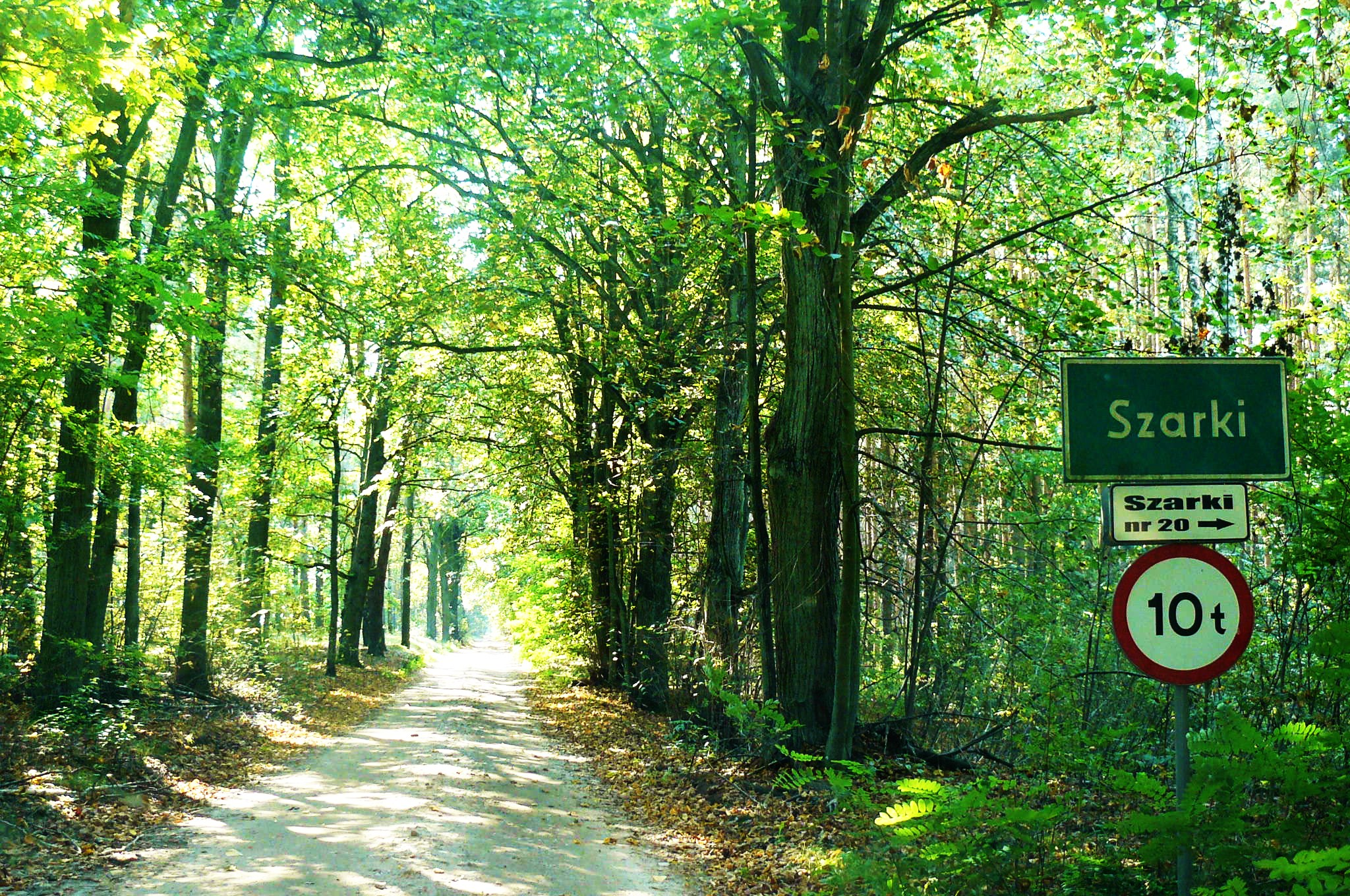
Wjazd do Szarek

Szarki (niem. Scharke) – wieś w Polsce położona w województwie wielkopolskim, w powiecie nowotomyskim, w gminie Nowy Tomyśl, nad Szarką.
Wieś o rozproszonej zabudowie powstała w czasach kolonizacji olęderskiej prawdopodobnie w roku 1724.
Pod koniec XIX wieku należała do powiatu babimojskiego. W użyciu były wówczas także nazwy Czarki i Żarki. Wyróżniano Szarki Stare (Alt-Scharke) i Szarki Leśne (Waldhauland Scharke), które liczyły łącznie 502 mieszkańców, ze znaczącą przewagą ewangelików (489) i 81 gospodarstw. Okręg wiejski Szarki obejmował obie wsi i obszar 852 ha: 521 ha gruntów ornych, 102 ha łąk i 185 ha lasów.
W latach 1975–1998 miejscowość położona była w województwie poznańskim.
W rejestrze zabytków Narodowego Instytutu Dziedzictwa umieszczono dom nr 29 z 1826 roku.
Przez Szarki przebiega znakowany żółty szlak pieszy z Nowego Tomyśla przez Wolsztyn do Sławy.